# Made a Coward
Made a Coward (con il sottotitolo The Fear of the Desert) è un cortometraggio muto del 1913 diretto da William Duncan. Prodotto dalla Selig Polyscope Company da un soggetto di A.W. Collins sceneggiato dallo stesso regista, il film aveva come interprete William Duncan, Lester Cuneo, Tom Mix, Rex De Rosselli, Myrtle Stedman, Florence Dye.

## Produzione
Il film fu prodotto dalla Selig Polyscope Company.

## Distribuzione
Distribuito dalla General Film Company, il film - un cortometraggio di una bobina - uscì nelle sale cinematografiche statunitensi il 10 luglio 1913.